# Michaelophorus margaritae
Michaelophorus margaritae là một loài bướm đêm thuộc chi Michaelophorus, có ở Ecuador. Bướm bay vào tháng 5, và có sải cánh dài khoảng 9–11 mm.